# Drosophila sycophaga
Drosophila sycophaga är en tvåvingeart som beskrevs av Léonidas Tsacas 1981. Drosophila sycophaga ingår i släktet Drosophila och familjen daggflugor.
Artens utbredningsområde är Elfenbenskusten.